# Slag bij Zapiga
De Slag bij Zapiga was een korte militaire veldslag tijdens de Chileense Burgeroorlog die op 21 januari 1891 in de nabijheid van het plaatsje Zapiga plaatsvond.

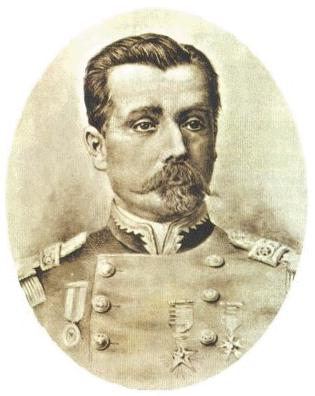
Kolonel Estanislao Del Canto

Aan het begin van de burgeroorlog namen de rebellen (congresistas) onder leiding van kolonel Estanislao del Canto, hoofd van het lokale garnizoen, de marinestad Pisagua overgenomen. Het regeringsleger besloot echter om de stad weer onder controle van de overheid te brengen en stuurde een leger bestaande uit 60 infanteristen en 25 artilleristen onder commandant Marco A. Valenzuela naar Pisagua. Kolonel del Canto was niet van plan om een aanval op de stad af te wachten en besloot het regeringsleger tegemoet te gaan met 100 marine-infanteristen. In de buurt van Zapiga vond op 21 januari 1891 een korte veldslag plaats waarbij de mannen van kolonel del Canto een nederlaag leden. Del Canto trok daarop zijn manschappen terug naar Negreiros.
De slag bij Zapiga is historisch van belang omdat het het eerste treffen was tussen de rebellen en het regeringsleger.